# Паутинник полуволосистый
Паути́нник полуволоси́стый (лат. Cortinarius hemitrichus) — вид грибов, входящий в род паутинник (Cortinarius) семейства паутинниковые (Cortinariaceae).

## Описание
Пластинчатый шляпконожечный гриб с паутинистым покрывалом. Шляпка взрослых грибов достигает 1—5 см в диаметре, у молодых грибов колокольчатая до конической, затем раскрывается до выпуклой и плоско-выпуклой, в центре с заметным бугорком или без него. Поверхность покрыта мелкими волокнистыми беловатыми чешуйками, сама окрашена в серовато-коричневые тона, при подсыхании бледнеет то желтовато-бурой. Пластинки гименофора приросшие зубцом к ножке, сравнительно редкие, у молодых грибов коричневатые, при созревании спор ржаво-коричневые.
Кортина белая.
Мякоть буроватая, иногда с сероватым оттенком, без особого запаха, в массе иногда слабо островатая.
Ножка достигает 3—8 см в длину и 0,2—0,7 см в толщину, цилиндрическая или немного расширяющаяся книзу, с волокнистой буроватой или коричневой поверхностью, у молодых грибов покрытой беловатыми хлопьями, с возрастом остающимися в виде поясков — остатков кортины.
Споровый отпечаток ржаво-коричневого цвета. Споры 7—9×4,5—5,5 мкм, эллиптические, с неровной поверхностью.
Пищевого значения не имеет, считается несъедобным грибом.

### Сходные виды
- Cortinarius flexipes (Pers.) Fr., 1838 [= Cortinarius paleaceus (Weinm.) Fr., 1838, Cortinarius paleifer Svrček, 1968, Cortinarius violilamellatus A.Pearson ex P.D.Orton, 1984] — Паутинник согнутоножковый — не приурочен к берёзе, через некоторое время появляется сильный запах пеларгонии, в то время как паутинник полуволосистый пахнет очень слабо, немного островато. Также отличается более широкими спорами (до 6—6,5 мкм).

## Экология и ареал
Широко распространён по голарктической зоне Евразии и Северной Америки. Произрастает в лиственных и смешанных лесах, образует микоризу с берёзой.

## Синонимы
- Agaricus hemitrichus Pers., 1801basionym
- Hydrocybe hemitricha (Pers.) M.M.Moser, 1953
- Telamonia hemitricha (Pers.) Wünsche, 1877